# Макачёво
Макачёво, Макачево — деревня в Вытегорском районе Вологодской области России.
Входит в состав Андомского сельского поселения (с 1 января 2006 года по 9 апреля 2009 года была центром Макачёвского сельского поселения), с точки зрения административно-территориального деления — центр Макачёвского сельсовета.

## География
Расположена на левом берегу реки Андома. Расстояние до районного центра Вытегры по автодороге — 36 км, до центра муниципального образования села Андомский Погост по прямой — 11 км. Ближайшие населённые пункты — Желвачево, Опово, Перевоз, Рубцово, Сидорово.

## Население
| 2002 | 2010 |
| ---- | ---- |
| 158  | ↘144 |

### Национальный и гендерный состав
По переписи 2002 года население — 158 человек (65 мужчин, 93 женщины). Преобладающая национальность — русские (99 %).

## Достопримечательности
Храмовый комплекс из двух церквей (одна из них — Пятницкая) в деревне Макачёво — памятник архитектуры.
Около деревни Макачёво расположен геоглиф «Ленин» (еловая аллея, которая образует слово «Ленин»). Эта аллея была посажена по инициативе учителя местной школы в год смерти Владимира Ленина, весной 1924 года. До нашего времени она отлично сохранилась и её даже видно на спутниковых снимках.
Власти Вологодской области присвоили находке статус достопримечательного места.

## Транспорт
Деревня доступна автотранспортом.